# Yolanda Retter
Yolanda Retter (Connecticut, 4 de diciembre de 1947 – Los Ángeles, 18 de agosto de 2007) fue una activista lesbiana estadounidense, bibliotecaria, archivista y autora.

## Primeros años
Retter nació en Connecticut, pero pasó la mayor parte de su infancia en El Salvador. Su madre era peruana y su padre estadounidense. Su primer encuentro con el racismo ocurrió cuando tenía doce años, cuando regresó a la escuela en Connecticut. Este incidente inspiró su activismo.

## Educación
Retter asistió al Pitzer College en Claremont, California, y se graduó en 1970 con un título en sociología. En la década de 1980, completó maestrías en biblioteconomía (1983) y trabajo social (1987) en la Universidad de California, Los Ángeles, y en 1996 recibió su doctorado en Estudios Americanos de la Universidad de Nuevo México, Albuquerque.

## Carrera
Antes de convertirse en bibliotecaria y archivista, Retter ocupó una variedad de trabajos, algunos como voluntaria. Trabajó en programas de prisiones y libertad condicional, como directora de una línea directa para víctimas de violación, y fue la editora original de las Páginas Amarillas de Mujeres de Los Ángeles. Luego se convirtió en la archivista fundadora de la Colección del Legado Lesbiano en los Archivos ONE y fue voluntaria en los Archivos Lésbicos June Mazer.
Desde 2003 hasta el momento de su muerte, Retter se desempeñó como jefa de bibliotecarios y archivista del Centro de Estudios Chicanos en la Universidad de California, Los Ángeles.

## Fallecimiento
Retter murió el 18 de agosto de 2007 en Los Ángeles, California, tras una breve batalla contra el cáncer. Estuvo rodeada por su pareja de trece años, Leslie Golden Stampler, los hijos de Leslie, Martin y Belinda, y mujeres que ella eligió.

## Publicaciones
- Childcare. Encyclopedia of Feminist Theories. ed. Lorraine Code. New York: Routledge, 2002.  [5]
- Gay and Lesbian Rights in the United States: A Documentary History with Walter Lee Williams (Eds.). Westport, CT: Greenwood Press, 2003.  [6]
- Great Events in History: Gay Lesbian, Bisexual, Transgender Events Derechos de Gays y Lesbianas en los Estados Unidos: Una Historia Documental con Walter Lee Williams (Eds.). Westport, CT: Greenwood Press, 2003.
- Identity Development of Lifelong vs. Catalyzed Latina Lesbians. M.A. Thesis. University of California Los Angeles, 1987.
- *Lesbian Activism in Los Angeles (1970-1979)," Queers in Space: Communities, Public Places, Sites of Resistance. Queers en el Espacio: Comunidades, Lugares Públicos, Sitios de Resistencia. eds. Anne-Marie Bouthillette, Gordon Brent Ingram, y Yolanda Retter. Bay Press, 1997.
- Los Angeles. Encyclopedia of Lesbian Histories and Cultures, Enciclopedia de Historias y Culturas Lesbicas, ed. Bonnie Zimmerman. Nueva York: Routledge, 2000. 479–480.
- On the Side of Angels: Lesbian Activism in Los Angeles, Del Lado de los Ángeles: Activismo Lesbiano en Los Ángeles, 1970-1990. Disertación doctoral, Universidad de Nuevo México, 1998.

- Sisterhood is Possible. Time It Was: American Stories from the Sixties. La Hermandad es Posible. Era el Momento: Historias Americanas de los Años Sesenta. eds. Karen Manners Smith y Tim Koster. Londres: Pearson, 2007.
- Lesbians. Oxford Encyclopedia of Latinos and Latinas in the United States. Enciclopedia Oxford de Latinos y Latinas en los Estados Unidos. Nueva York: Oxford, 2005.
- Martinez, Betita. Encyclopedia of Activism and Social Justice. Enciclopedia de Activismo y Justicia Social. eds. Gary L. Anderson y Kathryn G. Herr. Thousand Oaks, CA: SAGE Publications, 2007.
- Preservación de la Historia LGBT: El Archivo ONE. Caminos hacia el Progreso: Cuestiones y Avances en la Biblioteconomía Latina. eds.  Pathways to Progress: Issues and Advances in Latino Librarianship. eds. John L. Ayala and Salvador Güereña. Santa Barbara, CA: ABC-CLIO, 2012.

### Artículos de noticias lesbianas de Retter
- La activista y abogada de derechos de inquilinos Lisa Korben muere a los 55 años. Jun. 2005, Vol. 30, Número 11, p. 15.
- La fundadora de ACW Brenda Weathers muere. May. 2005, Vol. 30, Número 10, p. 17.
- Alice Dunbar-Nelson. Dic. 1998, Vol. 24, Número 5, p. 60.
- Barbara Gittings (1932-2007). Abr. 2007, Vol. 32, Número 9, p. 5.
- Djuna Barnes. Ene. 1999, Vol. 24, Número 6, p. 52.
- Marcha Dyke: Una herstoria. Jun. 1999, Vol. 24, Número 11, p. 29.
- Festivales: Nacidos de la música de mujeres. [coescrito con Renee McBride] Ago. 1995, Vol. 21, Número 1, p. 31.
- Herstoria: Catalina de Erauso. Jun. 1998, Vol. 23, Número 11, p. 68.
- Herstoria: Deborah Sampson. Nov. 1998, Vol. 24, Número 4, p. 52.
- Herstoria: Elaine Noble. Sep. 1998, Vol. 24, Número 2, p. 52.
- Herstoria: Eva Le Gallienne. Ene. 1998, Vol. 23, Número 6, p. 56.
- Herstoria: Lillian Wald. Abr. 1998, Vol. 23, Número 9, p. 56.
- Herstoria: Mary Lewis. Feb. 1998, Vol. 23, Número 7, p. 56.
- Herstoria: Mina Meyer y Sharon Raphael. Mar. 1998, Vol. 23, Número 8, p. 56.
- En memoria de Johnnie Phelps. May. 1998, Vol. 23, Número 10, p. 64.
- En memoria de Alla Nazimova. Jul. 1998, Vol. 23, Número 12, p. 52.
- Las damas de Llangollen. Mar. 1999, Vol. 24, Número 8, p. 64.
- Los Ángeles lesbiana. Mar. 1995, Vol. 20, Número 8, p. 62-63.
- La herstoria de LNs es la crónica de nuestra historia. Ago. 1999, Vol. 25, Número 1, p. 29.
- Ruth Ellis. Feb. 1999, Vol. 24, Número 7, p. 56.
- Sarah Josephine Baker. Abr. 1999, Vol. 24, Número 9, p. 52.